# Château de la Roche (Chappes)
Pour les articles homonymes, voir Château de La Roche.
Le château de la Roche est un château situé à Chappes, en France.

## Localisation
Le château est situé sur la commune de Chappes, dans le département de l'Allier, en  région Auvergne-Rhône-Alpes.

## Historique
L'édifice est inscrit au titre des monuments historiques en 2003.